# Wilhelm Wunder
Friedrich Wilhelm Jakob Wunder (* 23. Mai 1898 in Alsenborn, Rheinpfalz; † 31. August 1991 in Erlangen) war ein deutscher Zoologe und Ichthyologe.

## Leben

### Familie und Ausbildung
Der evangelisch getaufte Wilhelm Wunder, Sohn des Obermedizinalrates und Bezirksarztes in Bayreuth Dr. med. Karl Wunder und dessen Ehefrau Lore geborene Bollenbach, abiturierte am humanistischen Gymnasium in Kaiserslautern. Danach wandte er sich dem Studium der Medizin an der Ludwig-Maximilians-Universität München zu. Später wechselte er zum Studium der Physik und Naturwissenschaften, 1921 erfolgte seine Promotion zum Dr. rer. nat.
Wilhelm Wunder heiratete in erster Ehe Gertrud geborene Mugler. Dieser Verbindung entstammten zwei Töchter. In zweiter Ehe war er mit Waltraud geborene Schneider verheiratet, mit der er zwei weitere Töchter bekam. Er starb im Spätsommer 1991 im Alter von 93 Jahren in Erlangen.

### Beruflicher Werdegang
Nach seinem Studienabschluss bekleidete Wilhelm Wunder die Stelle eines Wissenschaftlichen Assistenten am Zoologischen Institut der Universität Rostock, 1923 wechselte er in derselben Funktion an das Zoologische Institut der Universität Breslau, 1925 habilitierte er sich als Privatdozent für das Fach Zoologie, 1930 wurde er zum außerordentlichen Professor der Zoologie und Fischereibiologie ernannt, 1938 wurde er mit der Leitung der Forschungsstation für Teichwirtschaft und Fischzucht betraut.
1945 flüchtete Wilhelm Wunder von Breslau nach Bayreuth. Im gleichen Jahr wurde er zum Leiter der Untersuchungsstation für Teichwirtschaft der Friedrich-Alexander-Universität Erlangen-Nürnberg bestellt, dort lehrte er seit 1948 als außerplanmäßiger Professor, seit 1958 als außerordentlicher Professor. Wilhelm Wunder wurde 1964 emeritiert.
Wilhelm Wunder trat insbesondere durch grundlegende Beiträge zur Karpfenzucht und Teichwirtschaft, zu Fischkrankheiten und ihre Heilung sowie zur Regeneration bei Fischen hervor.

## Publikationen (Auswahl)
- Bau, Entwicklung und Funktion des Cercarienschwanzes. Dissertation, Universität München, Fischer, Jena 1924.
- Brutpflege und Nestbau bei Fischen. in: Ergebnisse der Biologie, Band 7, Springer, Berlin, Heidelberg 1931.
- Nestbau und Brutpflege bei Reptilien. in: Ergebnisse der Biologie, Band 10, Springer, Berlin/Heidelberg 1934.
- Physiologie der Süßwasserfische Mitteleuropas. in: Handbuch der Binnenfischerei Mitteleuropas, 2,2., E. Schweizerbart, Stuttgart 1936.
- Brutpflege und Nestbau bei Säugetieren. in: Ergebnisse der Biologie, Band 14, Springer, Berlin/Heidelberg 1937.
- Fortschrittliche Karpfenteichwirtschaft. Ergebnisse 20jähriger Untersuchungen auf dem Gebiete der Teichforschung. E. Schweizerbart, Stuttgart 1949.
- Düngung in der Teichwirtschaft. Tellus, Essen 1956.
- Lebenserinnerungen : Universitätsprofessor Dr. Friedrich Wilhelm Jakob Wunder, geboren am 23.5.1898 in Alsenborn ; [ein Fischprofessor erinnert sich]. Milkivit-Werke, Burgheim 1988.